# Les Louves (film)
Pour plus de détails, voir Fiche technique et Distribution.
Les Louves est un film français réalisé par Luis Saslavsky, sorti en 1957.

## Synopsis
Deux prisonniers de guerre parviennent à s'évader et l'un d'entre eux veut rejoindre sa marraine de guerre qu'il n'a jamais rencontrée, et qu'il doit épouser. Pendant leur fuite, il meurt dans un accident et son compagnon d'évasion décide de prendre son identité. Entre la sœur de sa nouvelle fiancée et d'autres personnages troubles qui rôdent aux alentours, sa situation n'est pas forcément aussi enviable qu'il l'aurait espéré....

## Fiche technique
- Réalisation : Luis Saslavsky
- Scénario, adaptation et dialogues : Luis Saslavsky, Pierre Boileau et Thomas Narcejac, d'après le roman de Pierre Boileau et Thomas Narcejac : Les Louves
- Décors : Robert Bouladoux
- Photographie : Robert Juillard
- Son : Robert Teisseire
- Montage : Marinette Cadix
- Musique : Joseph Kosma
- Société de production : Zodiaque Productions
- Pays :  France
- Format : Noir et blanc - 1,37:1 - 35 mm - Son mono
- Genre : Drame
- Durée : 101 min
- Date de sortie
- France : 26 avril 1957
- Affiche : Clément Hurel (France)

## Distribution
- François Périer : Gervais Larauch, un homme qui prend la place de son ami mort, Bernard Pradal
- Micheline Presle : Hélène Vanaux, la marraine de guerre de Bernard, qui prend Gervais pour Bernard
- Jeanne Moreau : Agnès Vanaux, la sœur jalouse d'Hélène
- Madeleine Robinson : Julia Pradal, la sœur de Bernard qui feint de le reconnaître en la personne de Gervais
- Marc Cassot : Bernard Pradal, l'ami de Gervais qui s'évade avec lui avant d'être tué par un train
- Pierre Mondy : André Vilsan
- Paul Faivre : le docteur Jaume
- Louis Arbessier : le commissaire Drouin
- Jo Peignot : le pharmacien
- Clément Harari : le préparateur en pharmacie
- Simone Angèle : Eulalie, l'aubergiste
- Andrée Tainsy : la vendeuse de cartes de visite
- Jacques Morlaine : un inspecteur
- Charles Bayard
- Jean-Jacques Valier
- Joël Monteilhet
- Rodolphe Marcilly
- Paul Barge
- Rivers Cadet